# Pilono

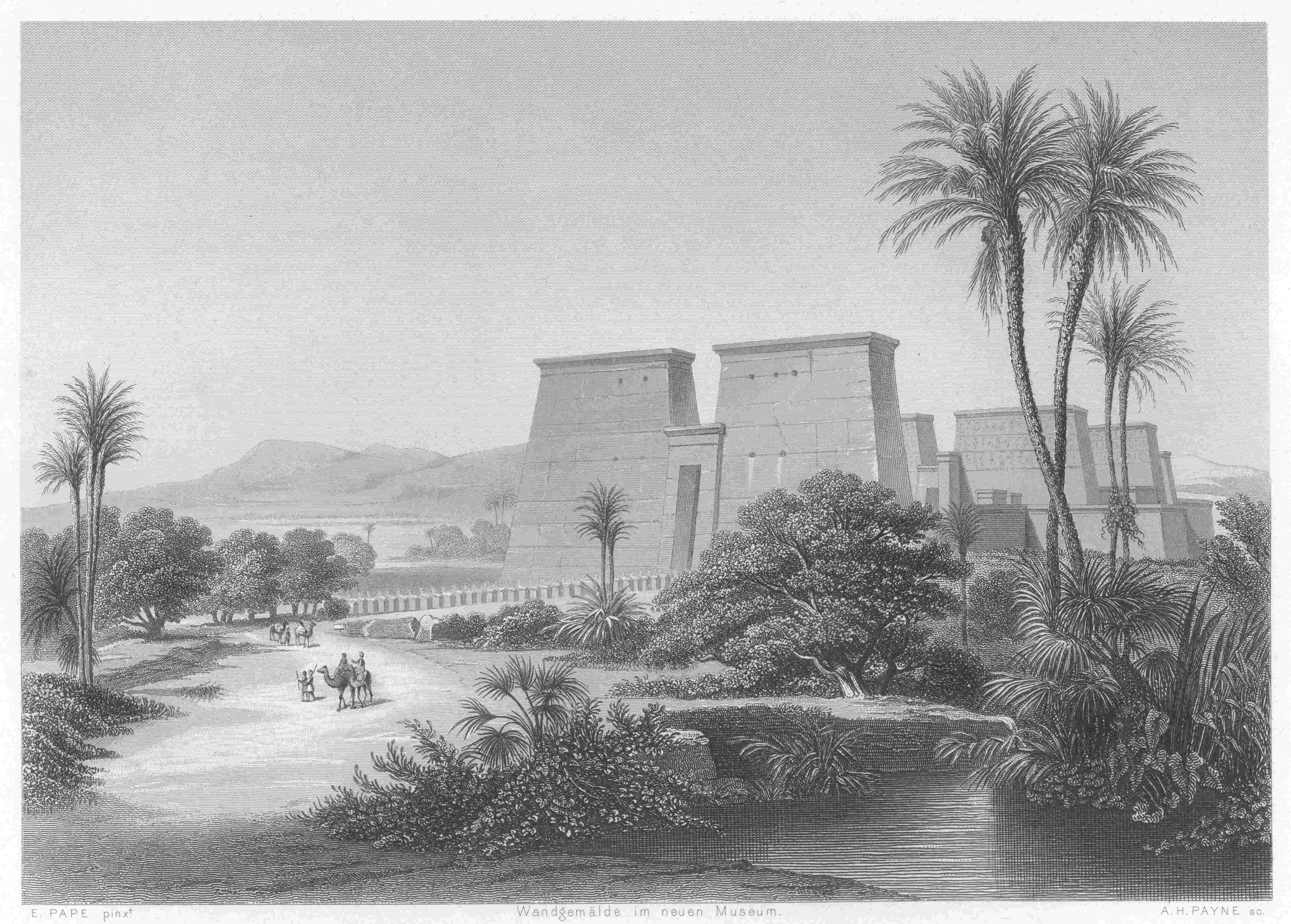
Grabado de los templos de Karnak mostrando sus pilonos.

El pilono o pilón, palabra proveniente del griego πυλών (pylṓn 'puerta grande', 'portal'), es una construcción con forma de pirámide truncada, a modo de gruesos muros, que, erigidos por pares, flanquean la entrada principal de los templos del Antiguo Egipto; en el espacio dejado entre ambos se encuentra la puerta de acceso. Simbolizaban el horizonte (Axt) por el que se eleva el sol.
Según su magnitud e importancia puede ir precedido de un dromos, o paseo de esfinges, dos obeliscos, estatuas y estandartes. Tras ellos generalmente se encuentra un gran patio descubierto, a veces porticado en varios de sus lados. Aunque son construcciones macizas, suele albergar pasajes y escaleras para su mantenimiento. Está rematado por una gola en su coronación. Sus paramentos se decoraban con bajorrelieves policromados que narraban hazañas de los faraones o temas mitológicos.
Los más monumentales y de mayores dimensiones se encuentran en Karnak, erigidos a partir del Imperio Nuevo. En cuanto al simbolismo arquitectónico, el "pilono" egipcio ha resultado un antecedente del arco de triunfo grecorromano y conserva muchos simbolismos comunes a  construcciones como el torana de la India, el paifang de la China, el torii japonés, etcétera.